# Котовське водосховище
Котовське водосховище (рум. Lacul de acumulare Cotovscoe) — водосховище на річці Ялпужель (басейн Дунаю) поблизу від північно-східної околиці однойменного села Котовське (АТУ Гагаузія, Молдова). Висота над рівнем моря — 42,2 м.

## Коротка характеристика
Котовське водосховище було побудовано в середній течії річки Ялпужель. Його ложе рівне і до заповнення водою було сухим, берегова лінія звивиста. Долина річки на цій ділянці активно використовується для вирощування зернових, технічних культур, винограду. Водосховище зводилося з метою захисту ґрунту від лінійної ерозії, накопичення води для іригації, а також рибництва та рекреації. У період дощів, більшість яких носить зливовий характер, у водосховище зноситься глиняна завись, надлишок якої спричиняє передчасне замулення. Умови водойми сприятливі для розведення риби.

## Гідрологічний режим та параметри
Водосховище руслового типу, непроточне з наповненням із річки Ялпужель. Регулювання стоку — багаторічне.
Основне призначення при проєктуванні:
- захист ґрунту від лінійної ерозії;
- рибництво;
- рекреація.

Початкові параметри:
- довжина — 3,03 км[1];
- ширина: середня — 310 м, найбільша — 420 м[1];
- глибина: середня — 1,74 м, найбільша — 3,4 м[1];
- площа водного дзеркала при нормальному підпірному рівні — 1,94 км2[1];
- об'єм води: повний статичний — 1,64 млн м³, корисний — 1,64 млн м³[1];
- позначка нормального підпірного рівня — 46,3 м[1].

- станом на 2000 рік:
- глибина: середня — 1,32 м[1];
- площа водного дзеркала при нормальному підпірному рівні — 0,80 км2[1];
- об'єм води — 1,06 млн м³[1].

Гідротехнічні споруди:
- земляна гребля у вигляді латинської літери «L», довжина — 3410 м, ширина гребеня — 3 м, найбільша висота — 7,6 м;
- аварійний евакуатор із донним водовипуском[1].

Водне живлення водосховища здійснюється з півночі, річкою Ялпужель. Протягом експлуатації воно дуже замулилося, що пояснює розбіжність показників проєктної та фактичної глибини в різні роки. Нині цілісність тіла греблі порушено, в мокрому укосі (у верхньому б'єфі) є глибокі вимивини. Ширина гребеню греблі в деяких місцях значно скоротилася від проєктного рівня. Гідротехнічне обладнання не діє через сильну корозію. Кероване скидання води з водосховища здійснюється через установлену зливну трубу. Водойму здають в оренду і використовують для розведення промислових видів риби (білий амур, дзеркальний короп, товстолобик, карась), а також для відпочинку мешканців села та прилеглих населених пунктів.

## Екологія
Нині найбільший вплив на хімічний склад води водосховища чинить річка Ялпужель, до води якої у верхній та середній течії потрапляють неочищені стоки господарських об'єктів, розташованих уздовж річки. Сильне замулення, відсутність у водосховищі течії, а також евтрофікація сприяє періодичним заморам риби внаслідок кисневого голодування, викликаного нестачею або повною відсутністю розчиненого у воді кисню.